# 4e armée (Japon)
Pour les articles homonymes, voir 4e armée.
La 4e armée (第4軍, Dai-yon gun) est une unité de l'armée impériale japonaise basée au Mandchoukouo durant la Seconde Guerre mondiale, mais elle a existé préalablement durant la guerre russo-japonaise.

## Histoire
La 4e armée est initialement créée le 24 juin 1904 durant la guerre russo-japonaise sous le commandement du général Nozu Michitsura à partir de diverses forces de réserves. Sa tâche principale est de soutenir l'avancée japonaise sur Mukden vers la fin de la guerre. Elle est dissoute à Mukden le 17 janvier 1906 après la victoire finale et la signature du traité de Portsmouth.
La 4e armée est recréée au début de la seconde guerre sino-japonaise au Mandchoukouo en tant que force de garnison des frontières nord contre de possibles incursions de l'armée rouge soviétique. Elle est basée à Bei'an, la capitale d'une province du même nom, qui est lourdement fortifiée. Elle passe ensuite sous le contrôle de la 1re armée régionale au sein de l'armée japonaise du Guandong. À la vue de la détérioration de la situation militaire du Japon en Asie du Sud-Est, la plupart de ses unités expérimentées et de son équipement est transférée dans d'autres troupes.
Durant l'invasion soviétique de la Mandchourie, ses forces sous-équipées et pauvrement entraînées ne peuvent rien faire contre les divisions aguerries de l'armée rouge et sont forcées de reculer. Elles se trouvent à Harbin au moment de la reddition du Japon. Beaucoup de ses soldats sont faits prisonniers en Sibérie.

## Commandement

### Commandants
|   | Nom                                | De                | À                 |
| - | ---------------------------------- | ----------------- | ----------------- |
| 1 | Général Nozu Michitsura            | 30 juin 1904      | 12 janvier 1906   |
| X | dissoute                           |                   |                   |
| 1 | Lieutenant-général Kesago Nakajima | 15 juillet 1938   | 1er août 1939     |
| 2 | Lieutenant-général Jun Ushiroku    | 1er août 1939     | 28 septembre 1940 |
| 3 | Lieutenant-général Kohei Washizu   | 28 octobre 1940   | 15 octobre 1941   |
| 4 | Lieutenant-général Isamu Yokoyama  | 15 octobre 1941   | 21 septembre 1942 |
| 5 | Lieutenant-général Tatsumi Kusaba  | 21 septembre 1942 | 7 février 1944    |
| 6 | Lieutenant-général Kanji Nishihara | 7 février 1944    | 23 mars 1944      |
| 7 | Lieutenant-général Mikio Uemura    | 23 mars 1944      | septembre 1945    |

### Chef d'état-major
|   | Nom                                    | De                | À                 |
| - | -------------------------------------- | ----------------- | ----------------- |
| 1 | Major-général Uehara Yūsaku            | 30 juin 1904      | 23 janvier 1906   |
| X | Dissoute                               |                   |                   |
| 1 | Lieutenant-général Renya Mutaguchi     | 15 juillet 1938   | 1er décembre 1939 |
| 2 | Lieutenant-général Masao Yoshizumi     | 1er décembre 1939 | 9 septembre 1940  |
| 3 | Lieutenant-général Hiroshi Watanabe    | 9 septembre 1940  | 7 juillet 1941    |
| 4 | Lieutenant-général Asasaburo Kobayashi | 7 juillet 1941    | 1er décembre 1941 |
| 5 | Lieutenant-général Hiroshi Watanabe    | 1er décembre 1941 | 1er août 1942     |
| 6 | Lieutenant-général Kohei Takeshi       | 1er août 1942     | 11 septembre 1943 |
| 7 | Major-général Saburo Hagi              | 11 septembre 1943 | 26 décembre 1944  |
| 8 | Major-général Bujo Ono                 | 26 décembre 1944  | septembre 1945    |